# Travunia jandai
Travunia jandai is een hooiwagen uit de familie Travuniidae.